# 岐阜県道66号多治見恵那線
岐阜県道66号多治見恵那線 （ぎふけんどう66ごう たじみえなせん）は、岐阜県多治見市から岐阜県恵那市に至る県道（主要地方道）である。

## 概要

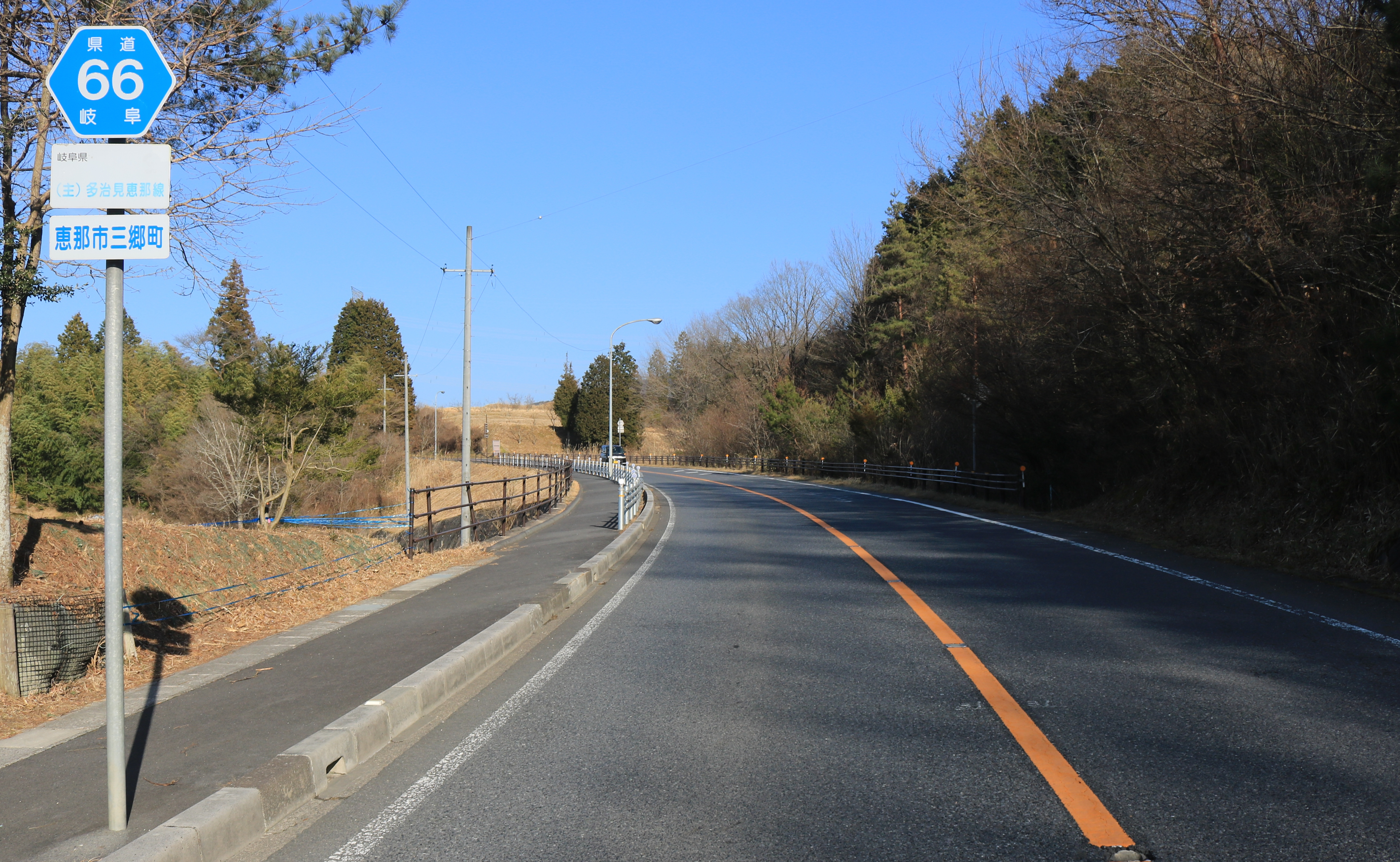
岐阜県道66号多治見恵那線、恵那市三郷町野井にて

東濃地方南西部の幹線道路。多治見市本町5丁目の多治見橋南交差点（岐阜県道15号名古屋多治見線など交点）が起点。生田川（土岐川支流）に沿って進み、土岐市に入る。土岐市南部の下石、駄知地区を東に進み、瑞浪市に入り、稲津地区などを北東に進んで恵那市に入る。恵那市三郷町佐々良木で国道418号と接続し、しばらく重複している。国道418号をはなれ、北東に進む。恵那市長島町中野の坂の上交差点（岐阜県道68号恵那白川線交点）が終点。

### 路線データ
- 起点：岐阜県多治見市本町5丁目 多治見橋南交差点（岐阜県道15号名古屋多治見線、岐阜県道421号武並土岐多治見線交点）
- 終点：岐阜県恵那市長島町中野 坂の上交差点（岐阜県道68号恵那白川線交点）
- 総延長：約36.5km
- 実延長：35.368km[1]

## 歴史
- 1993年（平成5年）5月11日 - 建設省から、県道多治見恵那線が多治見恵那線として主要地方道に指定される[2]。

## 路線状況

### 重複区間
- 岐阜県道392号肥田下石線（土岐市下石町）
- 岐阜県道20号瑞浪大野瀬線（瑞浪市 小里交差点・下小里交差点間）
- 国道418号（恵那市三郷町佐々良木）

### 道の駅
- 道の駅そばの郷らっせぃみさと
- 道の駅土岐美濃焼街道

## 地理
国道19号を南側に大きく迂回するルートとなっている。主に丘陵地帯を通る。

### 通過する自治体

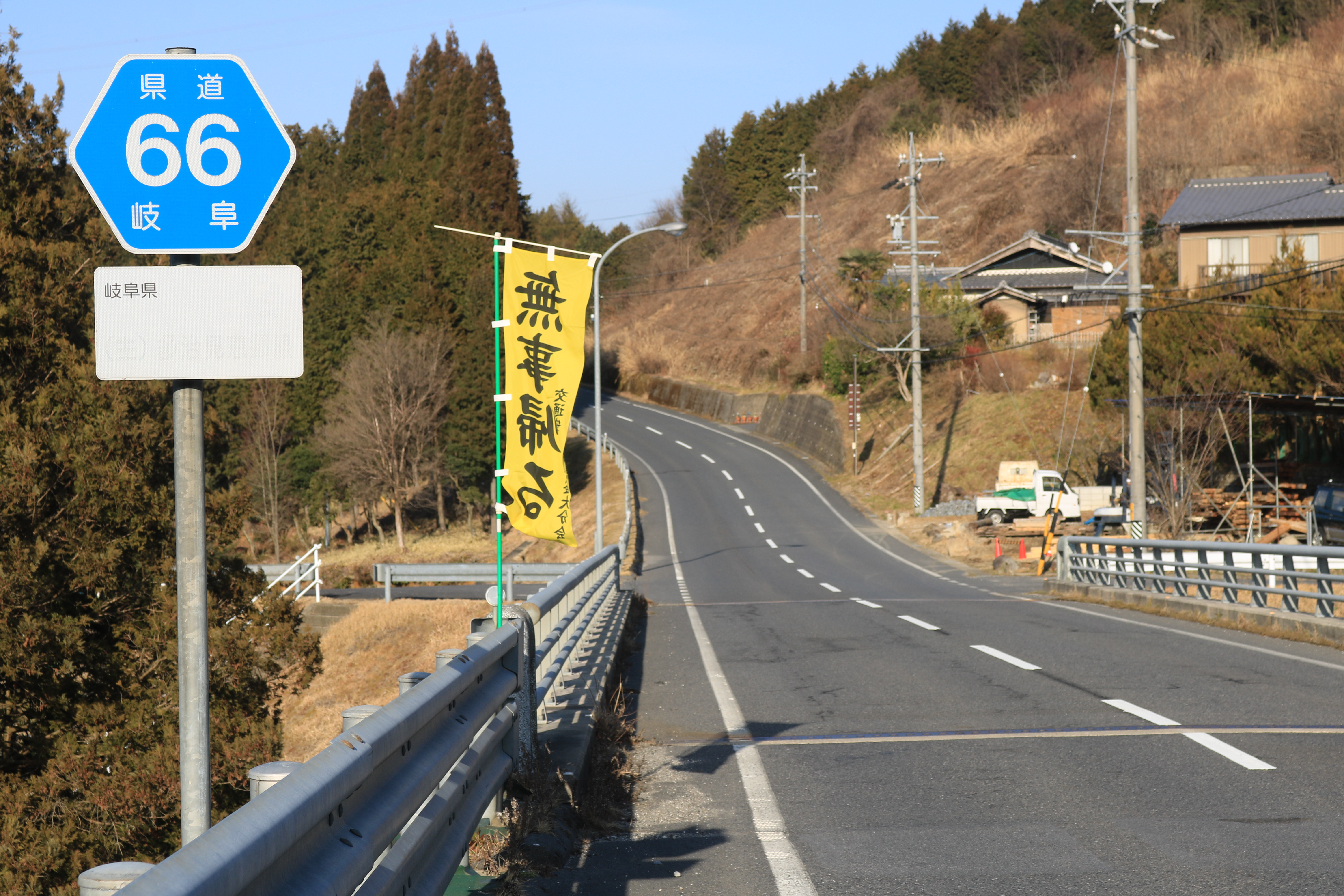
瑞浪市釜戸町にて

- 岐阜県
  - 多治見市
  - 土岐市瑞浪市釜戸町にて
  - 瑞浪市
  - 恵那市

### 接続路線
- 岐阜県道15号名古屋多治見線（多治見市 多治見橋南交差点）
- 岐阜県道421号武並土岐多治見線（多治見市 多治見橋南交差点）
- 岐阜県道392号肥田下石線（土岐市 下石西山交差点）
- 岐阜県道387号下石笠原市之倉線（土岐市 下石西交差点）
- 岐阜県道19号土岐足助線（土岐市 下石町交差点）
- 岐阜県道392号肥田下石線（土岐市 下石町交差点、土岐市下石町（八区））
- 岐阜県道69号土岐市停車場細野線（土岐市肥田町肥田）〔県道同士は立体交差のため接続せず、土岐市道を通じて接続〕
- 岐阜県道386号上山田寺河戸線（瑞浪市 上山田交差点）
- 岐阜県道20号瑞浪大野瀬線（瑞浪市 小里交差点、下小里交差点）
- 国道418号（恵那市三郷町佐々良木）
- 岐阜県道65号恵那御嵩線（恵那市三郷町佐々良木）
- 国道19号（恵那市長島町永田）
- 岐阜県道68号恵那白川線（恵那市 坂の上交差点）

### 周辺

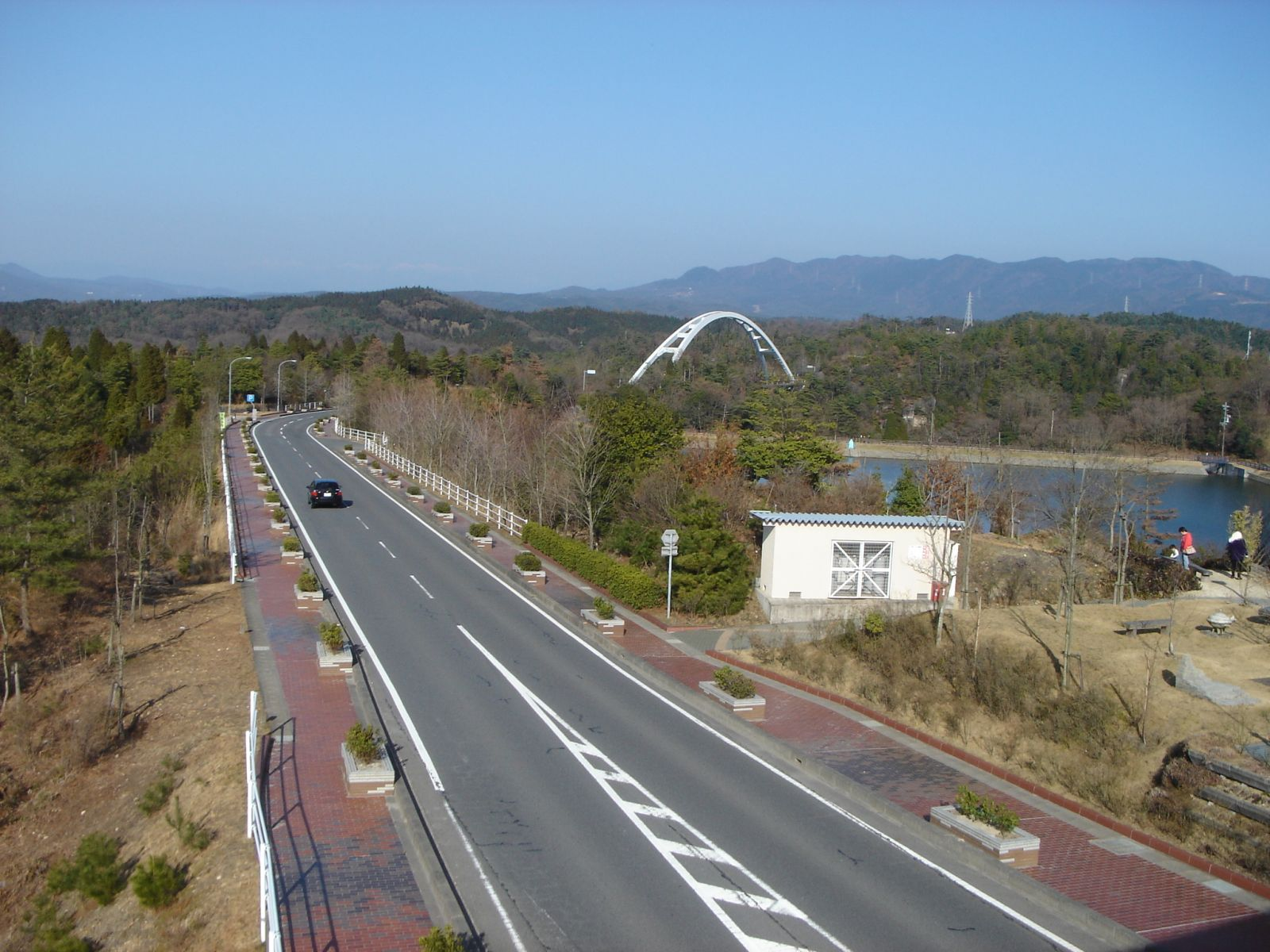
土岐市肥田町にて。橋は稚児岩大橋

- 土岐川
- 多治見橋
- 多治見市産業文化センター
- 岐阜県立多治見高等学校
- 多治見市営球場
- 土岐市立西陵中学校
- 土岐市立西部こども園
- 土岐市役所 西部支所
- 土岐市総合福祉センター ウエルウェア土岐
- 土岐市立下石小学校
- 岐阜県立土岐紅陵高等学校
- 土岐市総合公園

- 稚児岩大橋
- 土岐市立駄知小学校
- 土岐市立陶磁器試験場「セラテクノ土岐」
- 土岐市立駄知中学校
- 麗澤瑞浪中学校・高等学校
- 瑞陵ゴルフ倶楽部
- 釜戸ハナノキ自生地
- みずなみカントリー倶楽部
- 恵那市立三郷小学校
- 恵那市立長島小学校
- 中央自動車道 恵那IC

## 別名
- 美濃焼街道（多治見市、土岐市、瑞浪市、恵那市）
- ハナノキ街道（恵那市）